# 792年
| 千纪： | 1千纪                                                                                           |
| 世纪： | 7世纪 \| 8世纪 \| 9世纪                                                                         |
| 年代： | 760年代 \| 770年代 \| 780年代 \| 790年代 \| 800年代 \| 810年代 \| 820年代                       |
| 年份： | 787年 \| 788年 \| 789年 \| 790年 \| 791年 \| 792年 \| 793年 \| 794年 \| 795年 \| 796年 \| 797年 |
| 纪年： | 壬申年（猴年）；唐貞元八年；南诏上元九年；日本延曆十一年；渤海国大興五十五年                    |

## 大事记
- 查理曼统治下的萨克森发生大暴乱。

## 出生
- 白敏中，唐朝官员
- 仲野親王，日本贵族
- 教宗哈德良二世，天主教教宗

## 逝世
- 包佶，唐朝官员
- 劉玄佐，唐朝节度使
- 李皋，唐朝宗室
- 李纳，唐朝节度使
- 徑山法欽，唐朝僧人